# Sarah Ludford
Sarah Ludford, née le 14 mars 1951 à Halesworth, est une femme politique britannique.
Membre des Libéraux-démocrates, elle est députée européenne de la circonscription de Londres du 10 juin 1999 au 22 mai 2014 et Lord Temporal de la Chambre des lords depuis le 30 septembre 1997.